# آنتونیو نارینو (بوگوتا)
آنتونیو نارینو (به اسپانیایی: Antonio Nariño) یک منطقهٔ مسکونی در کلمبیا است که در بوگوتا واقع شده‌است. آنتونیو نارینو ۴٫۸۸ کیلومتر مربع مساحت و ۱۱۹٬۵۶۵ نفر جمعیت دارد و ۲٬۶۰۰ متر بالاتر از سطح دریا واقع شده‌است.